# Unions chrétiennes de jeunes filles de France
Les Unions chrétiennes de jeunes filles (UCJF) de France sont des associations d'origine chrétienne protestante, ayant pour objet de soutenir les jeunes filles dans leur vie matérielle et leur développement moral et spirituel chrétien,. 
Elles sont réunies au tournant du XXe siècle dans une alliance nationale, puis affiliées à la World Young Women's Christian Association (YWCA), pendant féminin des YMCA. Elles font partie des lieux d'émergence du scoutisme féminin en France.
Quelques-unes existent toujours, et se matérialisent principalement dans des foyers pour étudiants ou jeunes travailleurs. 

## Histoire

### Émergence et structuration
Les premières Unions sont des regroupements informels de jeunes filles, rattachées à des Églises protestantes. Les premiers groupes informels datent de 1825, sous l'impulsion de Frédérique-Bienvenue Oberlin, fille du pasteur Oberlin, de Félix Neff, et de Julie Cook, épouse de Charles Cook. La première Union formelle est fondée en 1849 à Montmeyran dans la Drôme, tandis que des mouvements similaires se développent en Angleterre et aux Etats-Unis. En 1894, une Alliance nationale est constituée regroupant 49 unions, avec un comité de patronage central. En 1900, après plusieurs tentatives repoussées par les Unions locales, le mouvement s'affilie à l'Alliance universelle, la Young Women's Christian Association (YWCA). On compte alors 336 groupes en France.
D'après Geneviève Poujol, la création des UCJF, comme celles du pendant masculin, les UCJG, répond notamment à la volonté d'unir les jeunes filles issues des différentes Eglises protestantes françaises, et s'inscrit dans le mouvement du Réveil. Des liens existent avec les UCJG à partir de 1895, mais les deux mouvements mènent des existences essentiellement séparées.
À partir de 1894, des branches cadettes, pour les fillettes, se développent également.
L'alliance nationale des UCJF édite de 1894 à 1951 une publication mensuelle, le Journal de la Jeune Fille.

### Berceau du scoutisme féminin
Les UCJF, notamment les sections parisiennes, sont un des berceaux de la création du scoutisme féminin en France, en parallèle du mouvement laïque de la rue Mouffetard, animé notamment par Marguerite Walther et Marthe Levasseur. 
En 1911, Suzanne Carr publie un projet d'adaptation du scoutisme féminin anglais en France dans le Journal de la Jeune Fille, publication officielle des UCJF. En juin 1912, Élisabeth Fuchs organise depuis l'UCJF de Naples les premières activités d'éclaireuses - nom français donné aux jeunes filles scoutes, et choisit de les placer dans une optique de neutralité religieuse afin de les ouvrir à toutes. A la fin de la même année, Camille Savary et Antoinette Butte initient depuis la Mission populaire de la rue Marcadet à Paris  les premières activités des éclaireuses protestantes unionistes. L'ensemble de ces initiatives se regroupent, en 1921, dans la Fédération française des éclaireuses,.

## But et domaines d'activité
Les UCJF ont pour objet initial l'évangélisation des jeunes filles de condition modeste, par le biais d'activités et de soutien matériel et moral, et plus largement le soutien au développement physique, spirituel et moral des jeunes filles. Les UCJF peuvent prendre la forme de foyers d'hébergement, d'activités de couture, d'études bibliques, de cours d'hygiène et de gymnastique, de séjours à la campagne, de conférences, de bureaux de placement, etc. 
Dirigées et organisées essentiellement par des protestantes bourgeoises, voire aristocrates, elles sont structurées en distinguant les membres actifs « ayant fait profession de foi chrétienne » et les membres associés qui sont des « jeunes gens aspirant sincèrement à une vie morale ». Ces dernières sont employées, domestiques, ouvrières. 
L'engagement des cadres du mouvement, qui pour une partie significative sont des épouses ou filles de pasteurs, est notamment motivé par l'objectif d'évangélisation. A ce titre, il fait partie selon Geneviève Poujol des « prémices d'un ministère pastoral féminin », et constitue un vivier de recrutement pour l’œuvre des diaconesses. De nombreuses femmes passées par les UCJF s'engagent également dans des œuvres sociales, ancêtres des associations caritatives.

## Lien avec le mouvement féministe
Des grandes figures du féminisme français réformiste soutiennent financièrement voire siègent au comité de patronage national. Ainsi, Julie Siegfried organise des ventes pour soutenir la construction du foyer de la rue de Naples. La comtesse Marguerite de Pourtalès et Sarah Monod siègent au comité central. Pour Julie Siegfried, l'encadrement des UCJF est ainsi une école d'action sociale pour certaines femmes, qui peut les conduire à soutenir ultérieurement le mouvement pour le suffrage des femmes.
La présence de nombreuses travailleuses dans les membres associées des UCJF et la confrontation à la réalité de la condition des jeunes filles modestes conduit à une évolution progressive vers le christianisme social, en s'éloignant des motivations initiales attachées à la moralité et la pureté. En 1912, Camille Savary, figure des UCJF de Paris, impulse la création d'un syndicat chrétien du travail féminin dont le siège est au foyer UCJF de la rue de Naples. En 1920, les déléguées françaises des UCJF soutiennent le vote à l'YWCA de « vœux concernent le travail des femmes, les congés de maternité, l'interdiction du travail de nuit pour les femmes et les enfants, l'hygiène au travail ».